# 翅茎灯心草
翅茎灯心草（学名：Juncus alatus）是灯心草科灯心草属的植物。分布在朝鲜、日本以及中国大陆的陕西、浙江、广西、广东、江苏、福建、云南、江西、四川、湖北、河北、湖南、安徽、甘肃、山东、河南、贵州等地，生长于海拔400米至2,300米的地区，一般生长在湿草地、水边、田边和山坡林下荫湿处，目前尚未由人工引种栽培。